# Canyon Lake (Texas)
Canyon Lake is een plaats (census-designated place) in de Amerikaanse staat Texas, en valt bestuurlijk gezien onder Comal County.

## Demografie
Bij de volkstelling in 2000 werd het aantal inwoners vastgesteld op 16.870.

## Geografie
Volgens het United States Census Bureau beslaat de plaats een oppervlakte van
406,3 km², waarvan 373,6 km² land en 32,7 km² water.

## Plaatsen in de nabije omgeving
De onderstaande figuur toont nabijgelegen plaatsen in een straal van 28 km rond Canyon Lake.